# Coleophora chambersella
Coleophora chambersella é uma espécie de mariposa do gênero Coleophora pertencente à família Coleophoridae.